# Science Fiction and Fantasy Writers of America
Science Fiction and Fantasy Writers of America, Inc. (tot 1992 Science Fiction Writers of America, beide met acroniem SFWA) is een Amerikaanse organisatie van sciencefiction en fantasy schrijvers, redacteurs en kunstenaars. De organisatie werd in 1965 gesticht door Damon Knight.
Een schrijver moet minstens één roman of drie korte verhalen gepubliceerd hebben om lid te worden. Het lidmaatschap is niet beperkt tot Amerikanen. SFWA heeft momenteel meer dan 1200 leden.
SFWA kent elk jaar de Nebula Award toe voor romans en kortere verhalen. Ook wordt de Bradbury Award voor beste screenplay en de Author Emeritus Award voor een oudere schrijver wiens werk weinig gepubliceerd is of over het hoofd is gezien. Ten slotte wordt de begeerde Nebula Grand Master Award  (tegenwoordig onder de naam Damon Knight Memorial Grand Master Award) uitgereikt voor het complete werk in SF en/of fantasy.